# 彼方美紅
彼方 美紅（かなた みく、1999年12月4日 - ）は、日本のタレント、元グラビアアイドルである。千葉県出身。ゼロイチファミリアに所属していた。

## 略歴・人物
芸能界デビューのきっかけは、両親が舞台俳優なので、幼い頃から舞台に立ちたい、演劇や歌を学びたいからだという。
2022年11月24日のTwitterで、上記の舞台女優を目指すためグラビアアイドルを卒業すること、また翌2023年1月に喉の手術を控えているため同年2月中旬まで芸能活動を一時休止することをそれぞれ報告した。

## 作品

### DVD
- ピュア・スマイル（2018年6月22日、竹書房）
- 遥か彼方へ（2019年7月19日、イーネット・フロンティア）
- やがて恋する 美紅と僕（2022年1月20日、ギルド）
- 愛の彼方（2022年4月20日、ラインコミュニケーションズ）